# یواس‌سی‌جی‌سی موهاک
یواس‌سی‌جی‌سی موهاک ممکن است به یکی از موارد زیر اشاره داشته باشد:
- یواس‌سی‌جی‌سی موهاک (دبلیوام‌ئی‌سی-۹۱۳)
- یواس‌سی‌جی‌سی موهاک (دبلیوپی‌جی-۷۸)